# Kościół Świętych Apostołów Piotra i Pawła w Opolu
Kościół Świętych Apostołów Piotra i Pawła – rzymskokatolicki kościół parafialny położony przy Placu Adama Mickiewicza w Opolu. Kościół należy do Parafii Świętych Apostołów Piotra i Pawła w Opolu. Został wybudowany w latach 1923–1925, według projektu Arthura Kicktona, w stylu bazylikowym, nowoczesnym. Posiada 3 nawy i jedną wieżę po stronie zachodniej.

## Historia kościoła
W związku z rozwojem miasta w kierunku wschodnim dostrzeżono konieczność budowy nowej świątyni, dotychczasowy kościół parafialny św. Krzyża okazywał się niewystarczający. W styczniu 1897 roku, po zgodzie władz miejskich zaoferowano 2 działki: między ul. Krakowską i Reymonta oraz nieopodal obecnego Placu Daszyńskiego. Wybrano drugą lokalizację, jednak zmiany personalne w parafii, zbyt małe fundusze oraz brak zgody władz państwowych na budowę, wstrzymały inwestycję. W 1913 roku przedstawiono nowy projekt świątyni, już w obecnej lokalizacji, jednak rozpoczęcie budowy pokrzyżował wybuch I wojny światowej. Po wojnie i licznych perturbacjach związanych zarówno z uzyskaniem funduszy i pozwoleń, ostatecznie budowę rozpoczęto 23 kwietnia 1923 roku, niestety po kilku miesiącach wstrzymane zostały dotacje państwowe, konieczne okazały się ofiary parafian i ludzi związanych z parafią. Budowie pomógł m.in. papież Papież Pius XI, który latem 1920 roku, jako komisarz apostolski gościł w Opolu. 19 czerwca 1924 roku położono kamień węgielny, w grudniu budowa została podprowadzona już pod dach. Cztery żeliwne dzwony zostały odlane w latach 20 XX wieku w odlewni Schilling&Lattermann w Morgenröthe-Rautenkranz. Wielki dzwon ufundował katolicki związek kupców, drugi dzwon cech rzeźników, trzeci cech piekarzy, a czwarty ufundował piekarz Lopatta. 1 maja 1925 roku, z części parafii św. Krzyża utworzono nową - świętych Piotra i Pawła, we wschodnim Opolu. 26 października tego samego roku świątynia została konsekrowana przez kardynała Adolfa Bertrama, w ołtarzu znajdują się relikwie św. Klementyny i Diodory. W późniejszych latach z parafii wyłączono Gosławice i Kolonię Gosławicką.

## Galeria

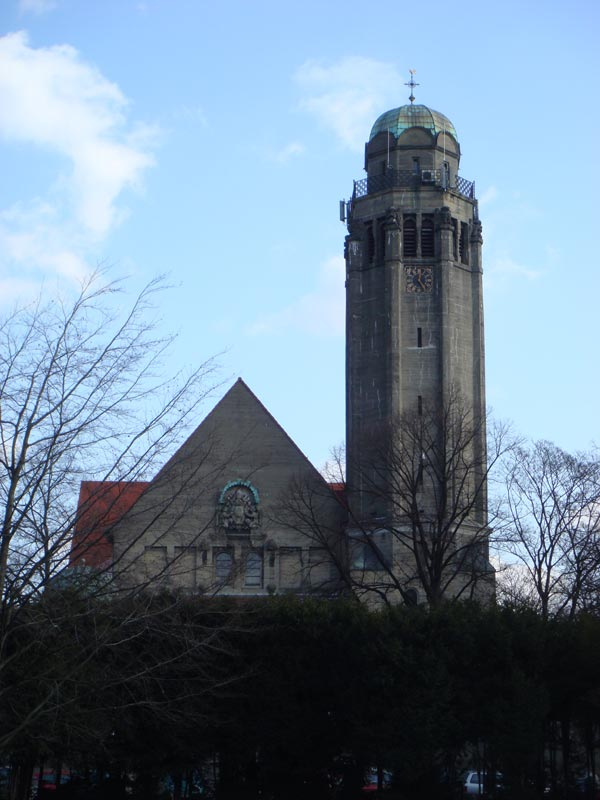
Widok na fasadę i wieżę, od strony pomnika Mickiewicza
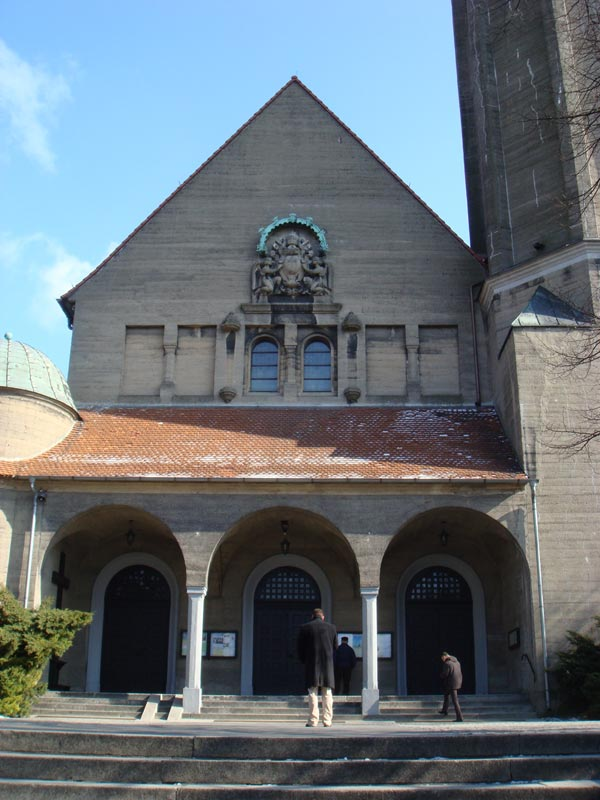
Fasada kościoła
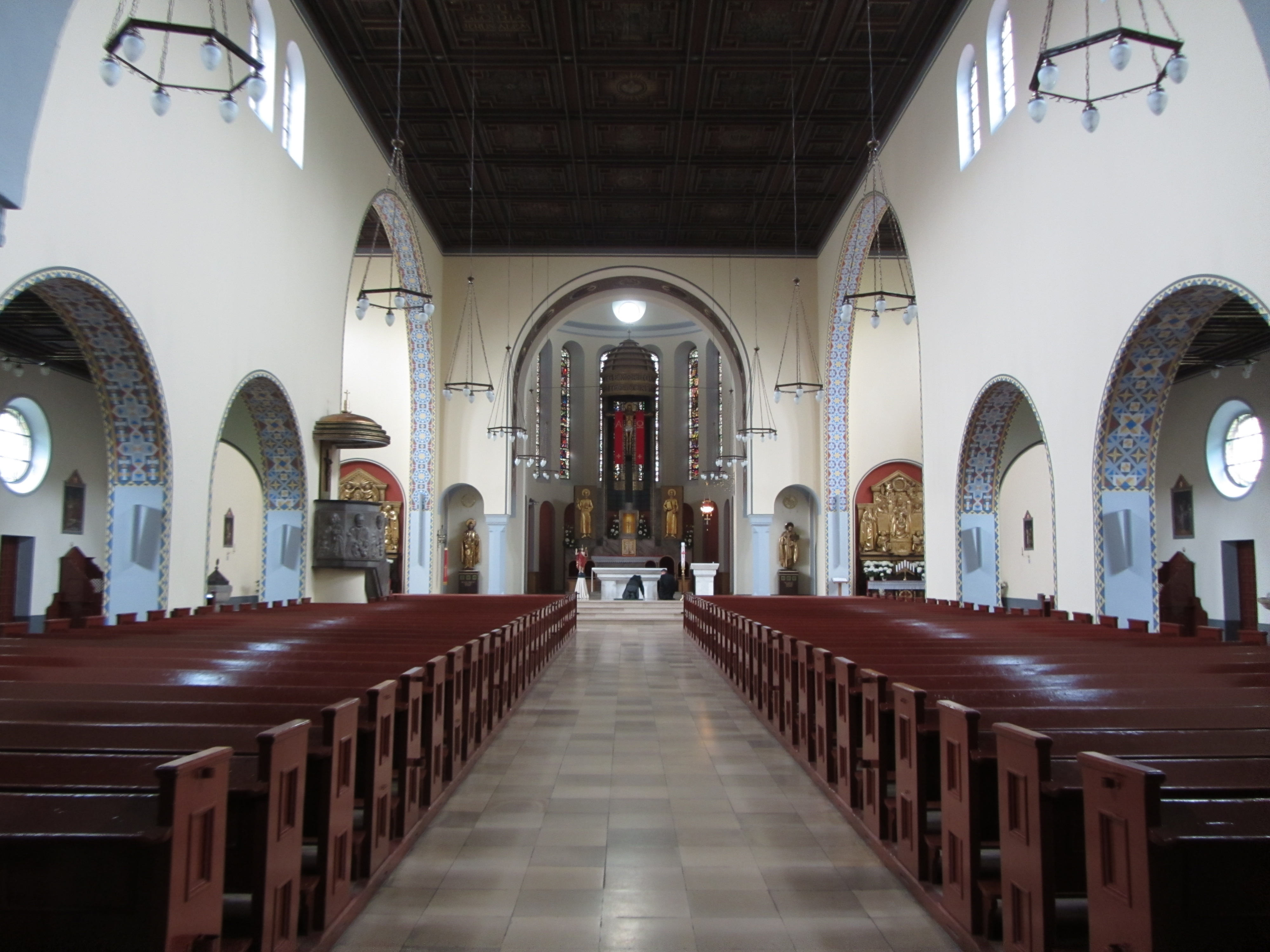
Wnętrze kościoła
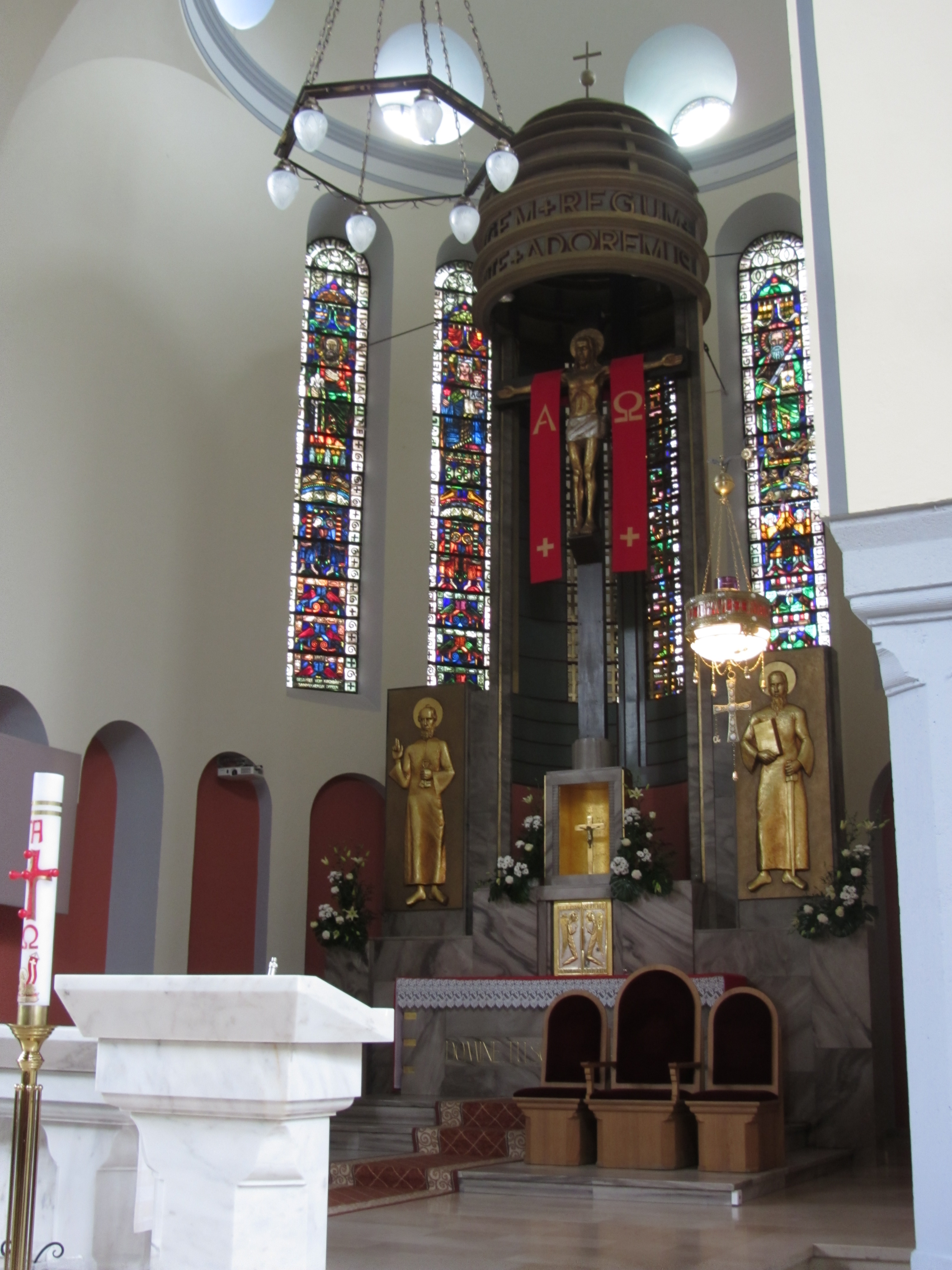
Ołtarz główny
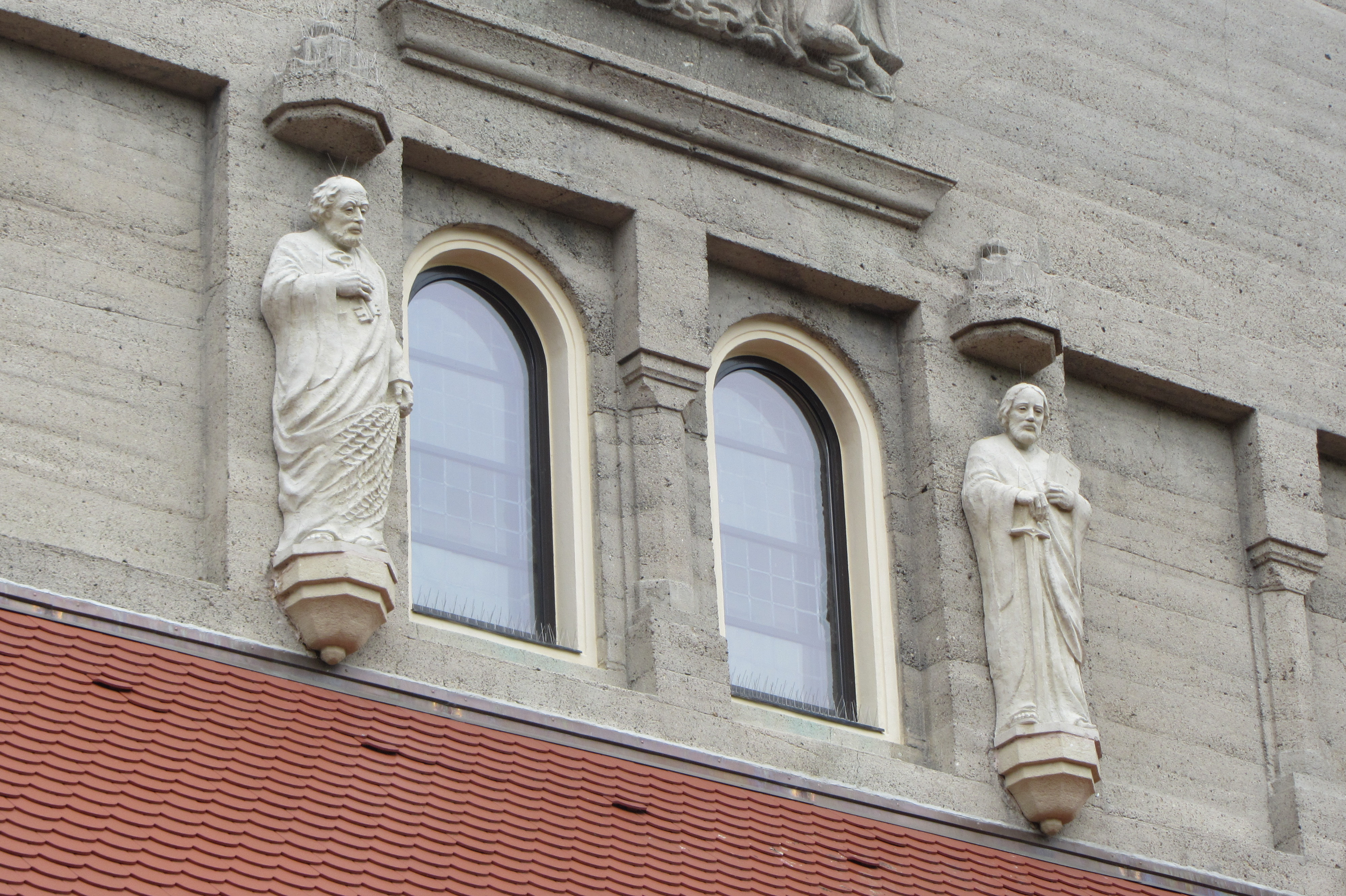
Detal fasady
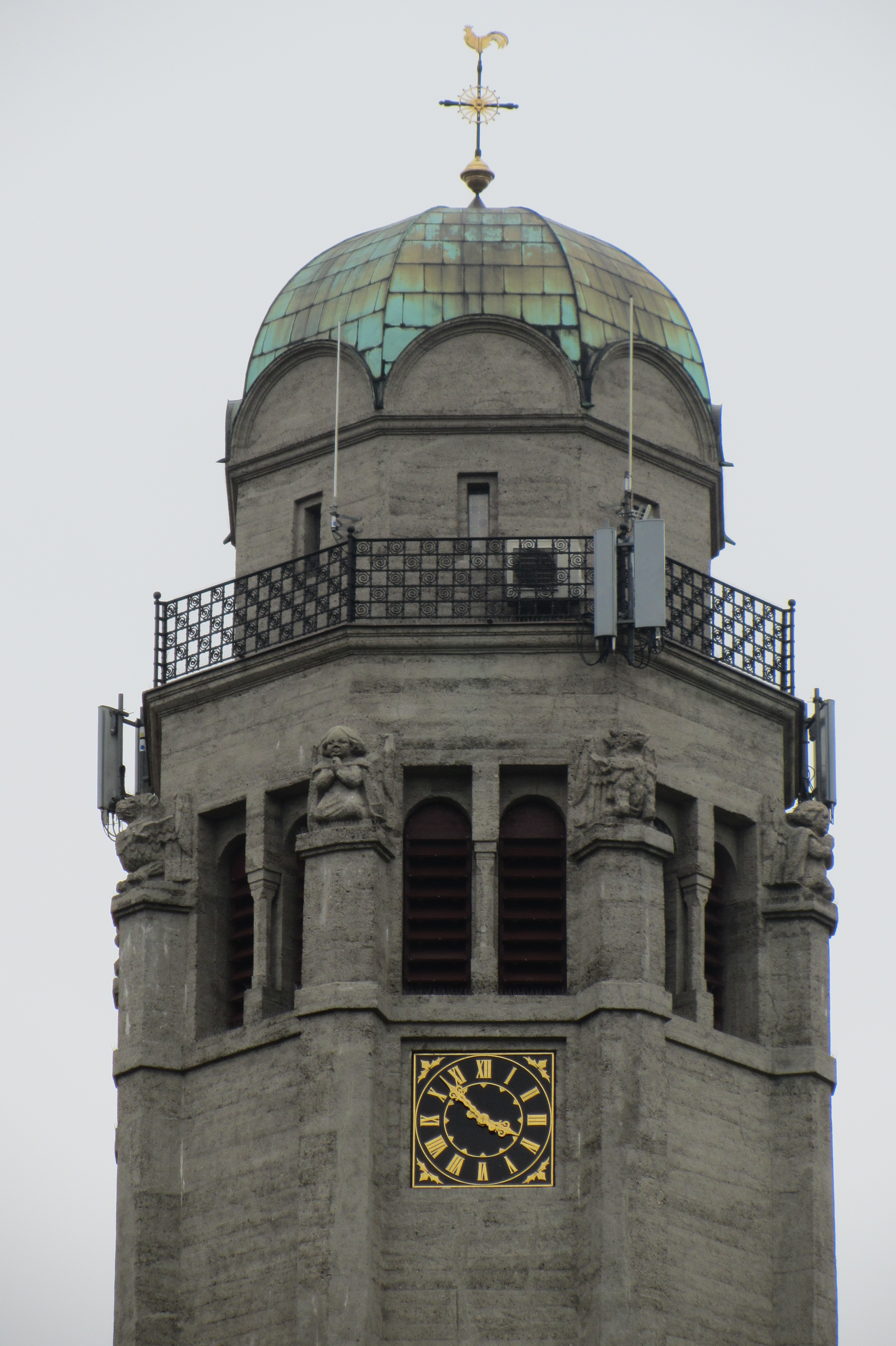
Szczytowa część wieży
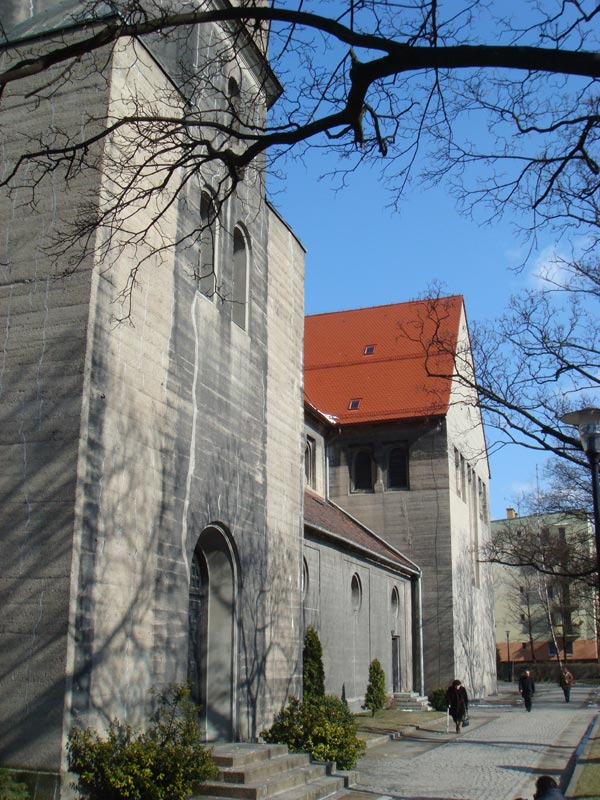
Południowa elewacja kościoła